# Phyllocnistis embeliella
Phyllocnistis embeliella är en fjärilsart som beskrevs av Liu och Zeng 1989. Phyllocnistis embeliella ingår i släktet Phyllocnistis och familjen styltmalar. Inga underarter finns listade i Catalogue of Life.